# József Eötvös

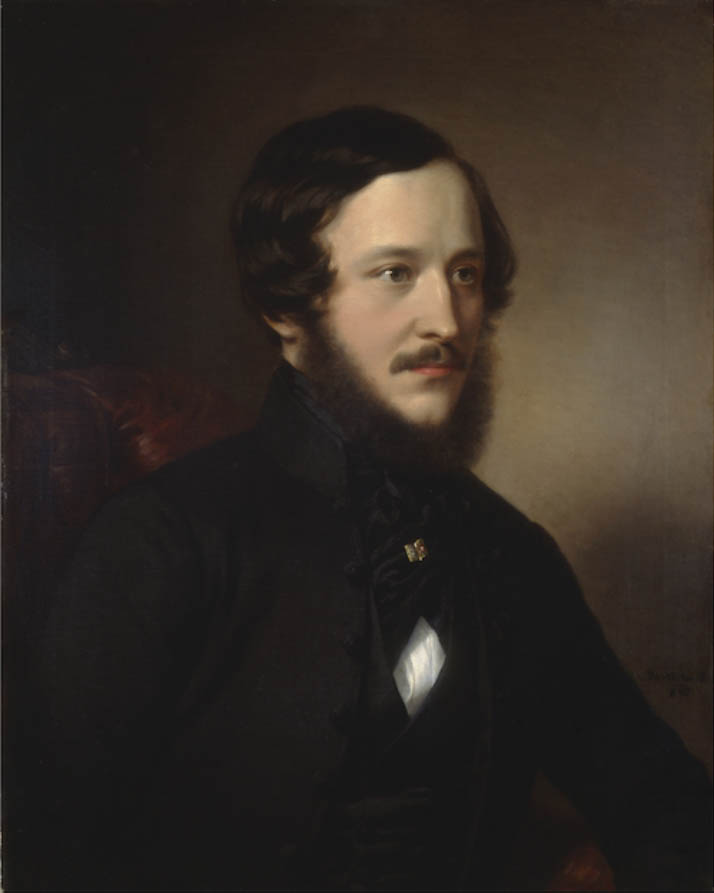
József Eötvös

József Eötvös, född 13 september 1813 i Buda, död 2 februari 1871 i Pest, var en ungersk baron, författare och politiker. Han var far till Loránd Eötvös.
Efter en uppmärksammad propagandaskrift om förbättrad fängelsevård 1838, inspirerad under utrikes resor, bland annat i Sverige, inledde Eötvös med A karthausi (1839–1841, "Kartusianmunken") ett socialt betonat författarskap. Denna roman följdes därefter av A falu jegyzöje (1844–1846, "Bynotarien") och en skildring från Ungern 1514 (1847–1848). Redan vid sitt inträdde i magnatkammaren 1839 var han den ungerska reformrörelsens adlige ledare. Politiskt var han nära knuten till Lajos Batthyány och Lajos Kossuth, men insåg betydelsen av en realunion med ett ledande Österrike. 1848 var han kyrko- och undervisningsminister i Batthyánys ungerska självständighetsministär. 1848–1851 var han bosatt i München, och anslöt sig efter hemkomsten till Ferenc Deák och invaldes 1861 i representantkammaren. 1867 var han åter ecklesiastikminister i Gyula Andrássys regering, och införde 1868 obligatorisk folkskoleundervisning. Eötvös verkade även för utökade medborgerliga rättigheter för judarna.